# Écharcon
Écharcon – miejscowość i gmina we Francji, w regionie Île-de-France, w departamencie Essonne.
Według danych na rok 1990 gminę zamieszkiwały 564 osoby, a gęstość zaludnienia wynosiła 83 osób/km² (wśród 1287 gmin regionu Île-de-France Écharcon plasuje się na 778. miejscu pod względem liczby ludności, natomiast pod względem powierzchni na miejscu 562.).